# Dreaming While You Sleep
"Dreaming While You Sleep" (en castellano "Soñando Mientras Duermes") es una canción del grupo británico Genesis, perteneciente a su álbum We Can't Dance publicado en 1991. Es la sexta canción en el álbum (la primera del segundo lado en las ediciones en casete) y el último sencillo con Phil Collins en el grupo.
Las letras de la canción fueron escritas por el bajista/guitarrista Mike Rutherford. Cuentan la historia de alguien que manejaba durante una noche lluviosa y se queda dormido, arrollando a una mujer que cruzaba la calle porque no pudo verla. El conductor no se detuvo para ver lo que había hecho, y después de que la noticia apareciera en la radio y en la televisión, la idea de lo que había hecho comenzó a acosarlo, un remordimiento que guardaría por el resto de sus días.
"Dreaming While You Sleep" fue interpretada en vivo durante la gira "The Way We Walk" de 1992, posterior al lanzamiento del álbum. Una versión en vivo de la canción puede ser encontradad en el segundo disco del álbum compilatorio Genesis Archive 2: 1976-1992. Esta grabación fue hecha a principios de noviembre de 1992, en uno de los seis conciertos agotados que la banda dio en el centro "Earls Court" en Londres.
- Datos: Q3653295